# Gianmarco Tamberi
Gianmarco Tamberi (* 1. června 1992, Civitanova Marche) je italský sportovec, atlet, olympijský vítěz, halový mistr světa i mistr světa pod širým nebem ve skoku do výšky.

## Sportovní kariéra
V roce 2011 skončil třetí v soutěži výškařů na juniorském mistrovství Evropy. Při svém prvním startu mezi dospělými na evropském šampionátu v Helsinkách v roce 2012 se umístil na 5. místě. Na mistrovství světa v Pekingu v roce 2015 obsadil ve výškařském finále osmé místo.
Zatím nejúspěšnější sezónou se pro něj stal rok 2016. Dne 7. února 2016 vyhrál v Třinci (Werk Arena) 24. ročník Beskydské laťky. O týden později v Hustopečích vytvořil svůj osobní halový rekord 238 cm (pod širým nebem to je 237 cm z roku 2015). Následující měsíc v Portlandu se stal halovým mistrem světa. Další úspěch přidal v červenci téhož roku, když se v Amsterdamu stal mistrem Evropy výkonem 232 cm.
V následující sezóně na světovém šampionátu v Londýně nepostoupil z kvalifikace do finále výškařů. V roce 2018 startoval na evropském šampionátu v Berlíně, titul neobhájil, ve finále obsadil čtvrté místo.
V roce 2021 a 2022 se stal celkovým vítězem Diamantové ligy ve skoku do výšky.